# Thomas Levet
Thomas Levet (født 5. september 1968 i Paris, Frankrig) er en fransk golfspiller der (pr. september 2010) står noteret for elleve sejre gennem sin professionelle karriere. Hans bedste resultat i en Major-turnering er en 2. plads, som han opnåede ved British Open i 2002. Her var han meget tæt på sejren, men måtte efter omspil se sydafrikaneren Ernie Els løbe med sejren.
Levet har en enkelt gang, i 2004, repræsenteret det europæiske hold ved Ryder Cup.